# 宮原村 (埼玉県)
宮原村（みやはらむら）は、かつて埼玉県北足立郡に存在した村。現在のさいたま市北区の一部にあたる。

## 歴史
江戸時代は東海道武蔵国足立郡の大谷領・吉野領などに属した。
- 1889年（明治22年）4月1日 - 町村制施行に伴い、北足立郡大谷別所村、加茂宮村、奈良瀬戸村、吉野原村の区域をもって成立[2]。加茂宮村の「宮」と吉野原村の「原」から村名が採られた[1]。各旧村は宮原村の大字となる。
- 1940年（昭和15年）11月3日 - 北足立郡大宮町、大砂土村、日進村、三橋村と新設合併し、大宮市が発足[3]。同日宮原村廃止。大字は大宮市へ継承された[1]。

現行町字では加茂宮・奈良町・別所町・吉野町の各全域と、宮原町の一部に相当する。国道16号、国道17号が通り、吉野町には吉野原工業団地がある。